# 谷井靖夫
谷井 靖夫（やつい やすお、1938年〈昭和13年〉4月30日 - ）は、日本の政治家。元新潟県小千谷市長（2期）。新潟三洋電子社長。工学博士。

## 来歴
大阪府出身。大阪大学工学部卒。大阪大学大学院工学研究科修了。三洋電機に入り、韓国東京シリコン代表理事専務、三洋LCDエンジニアリング社長を経て、新潟三洋電子社長に就任する。
2006年小千谷市長に無投票で当選。在任中は財政の健全性維持や独自の商品開発など市の産業活性化に力を注ぎ、統合による新病院設立や放課後子ども教室の拡充につとめた。2010年に再選。市長を2期務め、2014年に退任した。